# Johan Sebastian Welhaven
Johan Sebastian Cammermeyer Welhaven, född 22 december 1807 i Bergen, död 21 oktober 1873 i Kristiania, var en norsk författare, poet och professor. 

## Biografi
Welhaven har blivit mest känd som Henrik Wergelands poetiska rival och motpol. På 1830-talet gjorde han sig bemärkt för sina häftiga angrepp på dennes litterära skola.
I sina egna kärleksdikter och nationella romanser -  samlade i Digte (1838) och Nyere digte (1845) - var han påverkad av Heinrich Heine och "det unga Tysklands" poesi.